# 삼성 임프레션
삼성 임프레션(Samsung Impression, Samsung SGH-A877)은 삼성전자가 2009년 4월 7일에 출시한 휴대 전화이다.